# Эйтчисон, Гордон
Гордон Эйтчисон (англ. Gordon «Gord» Aitchison, 14 июня 1909, Норт-Бей, Онтарио — 6 января 1990, Уинсор, Онтарио) — канадский баскетболист, серебряный призёр летних Олимпийских игр 1936 года в Берлине.

## Биография
В 1930-х годах Эйтчисон был нападающим университетской баскетбольной команды Успенского университета (тогда Успенский колледж) в Уинсоре (Онтарио). Окончил университет в 1934 году и начал играть в любительской команде Windsor V-8s. В 1936 году его команда завоевала право представлять свою провинцию Онтарио в чемпионате Канады. Вскоре он принял участие в летней Олимпиаде 1936 года. В матчах предварительного турнира канадцы взяли верх над сборными Бразилии, Латвии и Швейцарии. Затем в четвертьфинале был повержен Уругвай и Польша — в полуфинале. В финальном матче против сборной США сборная Канады уступила 19:8 и завоевала серебро. Эйтчисон выходил на площадку во всех шести играх и набрал 26 очков. До завершения своей спортивной карьеры играл в команде Windsor V-8s. Затем он работал в сфере образования, стал директором Профессиональной школы Уильяма Хэндса (ныне Century Secondary School). В 1970-х годах ушёл на пенсию. В 1948—1956 годах был сотрудником газеты «Виндзор Стар».